# SMS Leopard (1885.)
SMS Leopard, torpiljarka (Torpedoschiff) Austro-ugarske ratne mornarice. On i njegov bratski brod SMS Panther bili su dio programa izgradnje austro-ugarske flote torpiljarki u 1880-ima.